# سوفی وولفز
سوفی وولفز (به انگلیسی: Sofie Wolfs) (زادهٔ ۱۵ آوریل ۱۹۸۱) شناگر اهل بلژیک است.